# Sonerila khasiana
Sonerila khasiana är en tvåhjärtbladig växtart som beskrevs av Charles Baron Clarke. Sonerila khasiana ingår i släktet Sonerila och familjen Melastomataceae. Inga underarter finns listade i Catalogue of Life.